# John de Mol
Johannes "John" Hendrikus Hubert de Mol (nascut en La Haia, el 24 d'abril de 1955) és un empresari multimilionari neerlandès de mitjans de comunicació. És considerat com un dels fundadors de la telerealitat moderna.
També és considerat en la revista Forbes com una de les persones més influents i riques del món, en l'any 2005.